# Uruguay aux Jeux sud-américains
L'Uruguay fait partie des nations ayant participé de manière continue à tous les Jeux sud-américains depuis la première édition en 1978. Son meilleur classement fut la 3e place obtenue lors des Jeux sud-américains de 1986.